# Dương Đình Xuyên
Dương Đình Xuyên (Sinh năm 1961) là một nghệ sĩ mù nổi tiếng với điệu xẩm thê lương "Phụ Tử Tình Thâm" thường được người dân Nghệ An, Hà Tĩnh và Quảng Bình sử dụng trong các đám tang. Ông được cho là người hát Xẩm cuối cùng ở tĩnh Hà Tĩnh.